# NGC 3264
NGC 3264 ist eine Balken-Spiralgalaxie vom Hubble-Typ SBm im Sternbild Großer Bär am Nordsternhimmel. Sie ist schätzungsweise 45 Millionen Lichtjahre von der Milchstraße entfernt.
Das Objekt wurde am 9. Februar 1831 von John Herschel entdeckt.

## NGC 3264-Gruppe (LGG 201)
| Galaxie   | Alternativname | Entfernung / Mio. Lj |
| --------- | -------------- | -------------------- |
| NGC 3264  | PGC 31125      | 45                   |
| NGC 3206  | PGC 30322      | 54                   |
| NGC 3220  | PGC 30462      | 55                   |
| NGC 3353  | PGC 32103      | 45                   |
| PGC 32041 | UGC 5848       | 40                   |
| PGC 30715 | UGC A 211      | 40                   |